# T-box
Les gènes à boîte T (T-box en anglais) constituent une famille de protéines avec un rôle de facteur de transcription. Ils sont impliqués dans le développement embryonnaire des membres et du cœur. Chaque protéine T-box possède un domaine de liaison à l'ADN relativement grand, comprenant généralement environ un tiers de la protéine entière, qui est à la fois nécessaire et suffisant pour la liaison spécifique à la séquence d'ADN. Tous les membres de la famille des gènes T-box se lient à la « boîte T », une séquence consensus d'ADN de TCACACCT.

## Membres
Les boîtes T sont particulièrement importantes pour le développement des embryons. Elles ont été trouvées dans l'ovocyte du poisson-zèbre par Bruce et al 2003 et dans l'ovocyte de Xenopus laevis par Xanthos et al 2001. Ils sont également exprimés à des stades plus avancés, notamment chez la souris et le lapin adultes étudiés par Szabo et al 2000.
Des mutations dans le premier gène découvert ont provoqué des queues courtes chez les souris, et la protéine codée a donc été nommée brachyury, ce qui signifie "queue courte" en grec. Ce gène est appelé Tbxt chez la souris et TBXT chez l'homme,. Le brachyury a été trouvé chez tous les animaux bilatériens qui ont été examinés et il est également présent chez les cnidaires.
Le gène Tbxt de la souris a été cloné et s'est avéré être un facteur de transcription nucléaire embryonnaire de 436 acides aminés. La protéine brachyury se lie à la boîte T par l'intermédiaire d'une région située à son extrémité N-terminale.

## Activité de la protéine
L'activité des protéines encodées par TBX5 et TBX4 joue un rôle dans le développement des membres, et joue un rôle majeur dans l'initiation du bourgeon des membres en particulier. Par exemple, chez les poulets, TBX4 spécifie l'état des membres postérieurs tandis que Tbx5 spécifie l'état des membres antérieurs. L'activation de ces protéines par les gènes Hox initie des cascades de signalisation impliquant la voie de signalisation Wnt et les signaux FGF dans les bourgeons des membres. En fin de compte, TBX4 et TBX5 conduisent au développement des centres de signalisation de la crête ectodermique apicale (AER) et de la zone d'activité polarisante (ZPA) dans le bourgeon des membres en développement, ce qui spécifie l'orientation de la croissance du membre en développement. Ensemble, TBX5 et TBX4 jouent un rôle dans le schéma des tissus mous (muscles et tendons) du système musculosquelettique.

## Défauts
Chez les humains et certains autres animaux, des défauts dans l'expression du gène TBX5 sont responsables du syndrome de Holt-Oram, qui se caractérise par au moins un os du poignet anormal. D'autres os du bras sont presque toujours affectés, bien que la gravité puisse varier considérablement, de l'absence totale d'un os à une réduction de la longueur osseuse,. Soixante-quinze pour cent des personnes touchées présentent également des défauts cardiaques, le plus souvent il n'y a pas de séparation entre le ventricule gauche et le ventricule droit du cœur.
TBX3 est associé au syndrome de Schinzel-Giedion chez l'homme, mais est également responsable de la présence ou de l'absence de la couleur dun chez les chevaux, et n'a aucun effet nocif qu'il soit exprimé ou non,.

## Gènes à boîte T
Les gènes à boîte T présent dans le génome humain sont :
- TBXT[a]
- TBR1
- TBR2
- TBX1
- TBX2
- TBX3
- TBX4
- TBX5
- TBX6
- TBX7
- TBX10
- TBX15
- TBX18
- TBX19
- TBX20
- TBX21
- TBX22
- TBX23